# Молодіжний парк (Харків)
Молоді́жний парк — міський парк Харкова на вулиці Григорія Сковороди. Розташований у Київському районі міста.

## Опис
Площа Молодіжного парку — 18 гектарів. На його території знаходиться Храм Усікновення глави Іоана Предтечі, спорткомплекс Політехнічного університету, дитячий майданчик, фонтан, могили Гаврила Зашихіна, Марка Кропивницького, Сергія Васильківського, Петра Гулака-Артемовського, а також пам'ятні знаки Василю Еллану-Блакитному і Миколі Хвильовому (їхні могили втрачені), воїнам УПА, жертвам Чорнобильської катастрофи, жертвам Голодомору в Україні та братська могила радянських воїнів (на ній напис російською: «Вічна пам'ять дорогим товаришам: Оніщенко Іван Данилович, Макаревич Микита Афанасійович, Юнашев Леонід Павлович, Копєйкін Василь Олександрович, Сафонова Лідія Федорівна, Альошин Михайло Олексійович, Коломійцева Ніна Романівна. Загинули при виконанні державного завдання 14 січня 1945 року»).

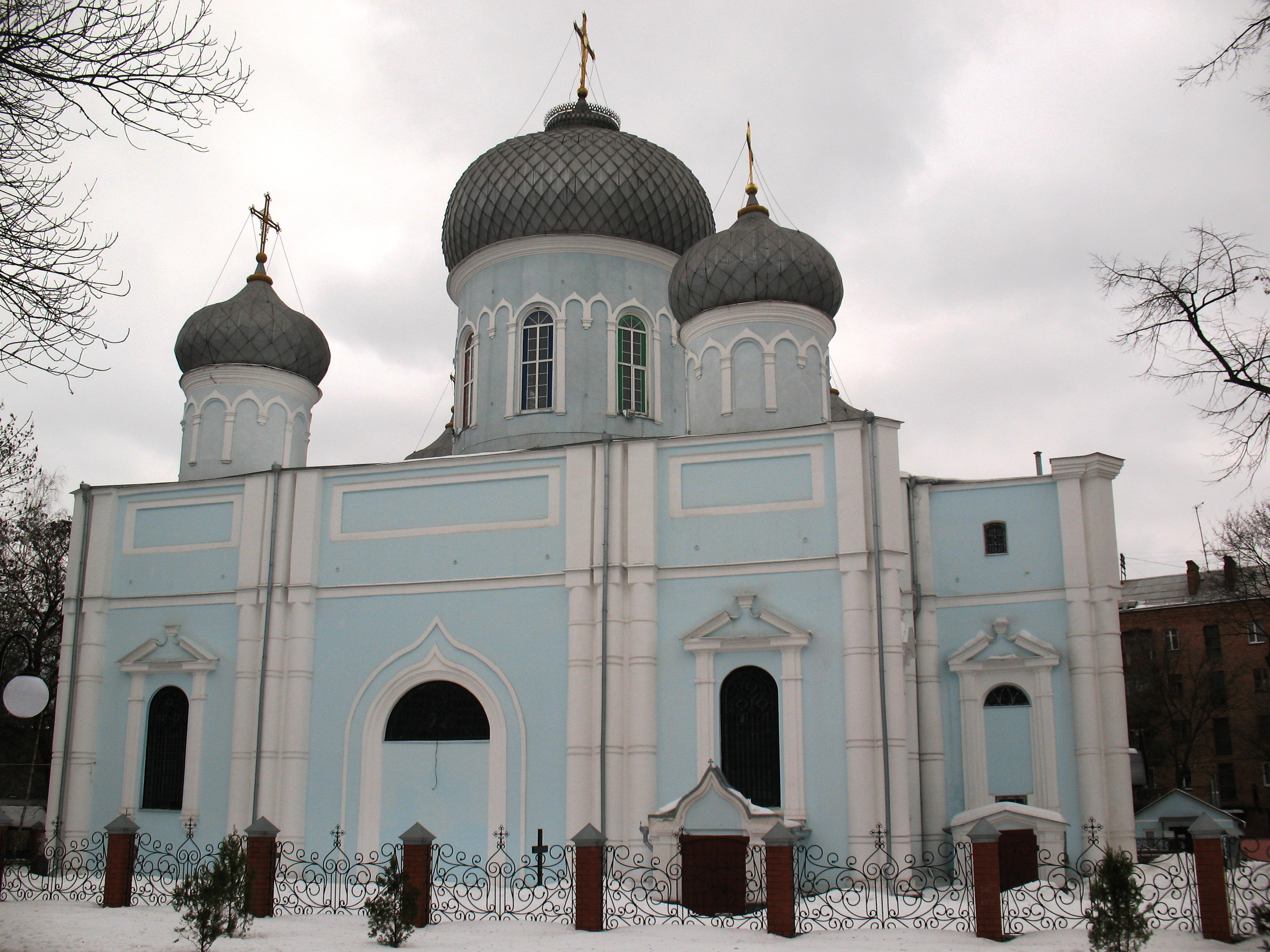
Храм Усікновення глави Іоана Предтечі
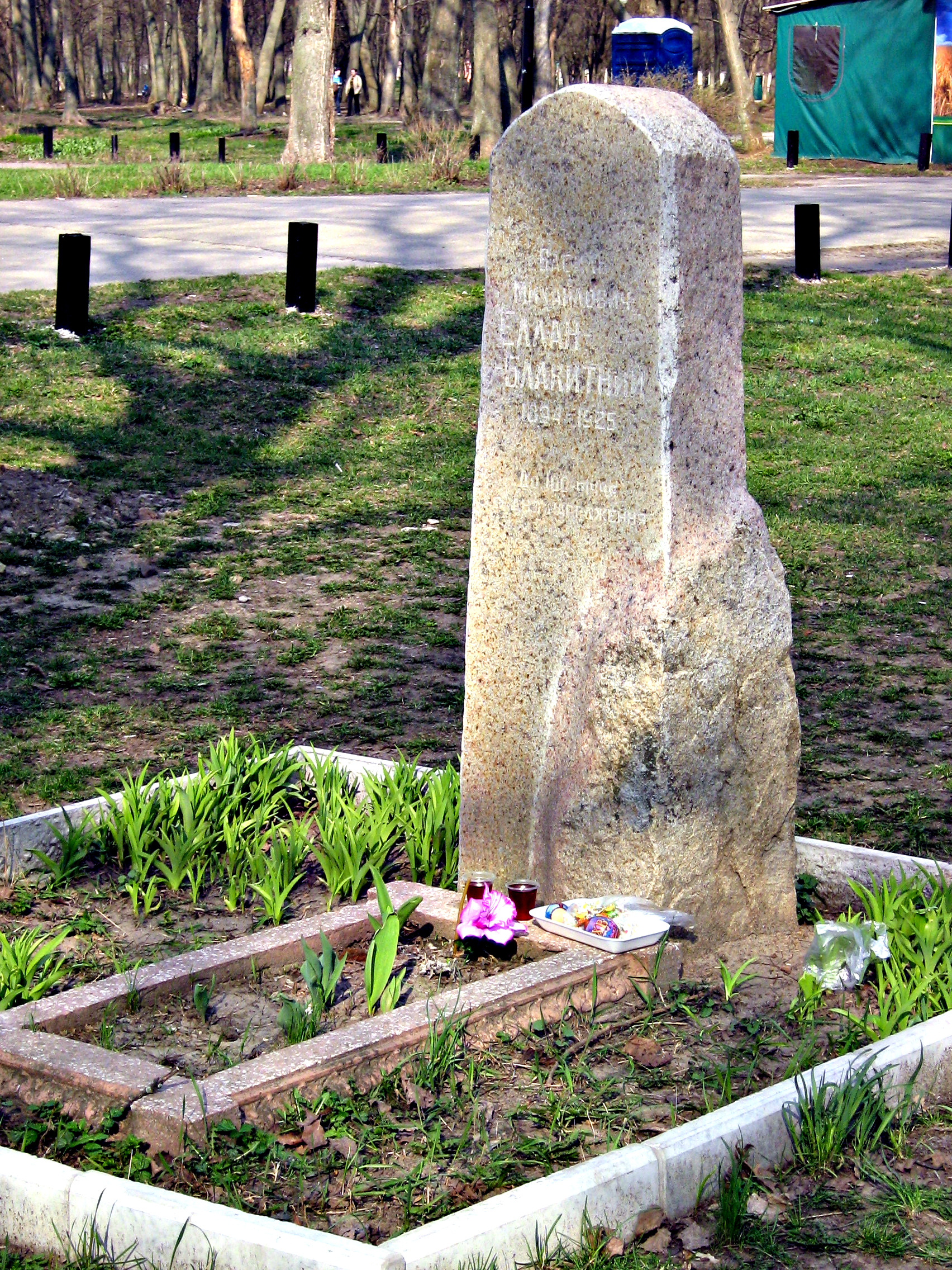
Пам'ятний знак Василю Еллан-Блакитному
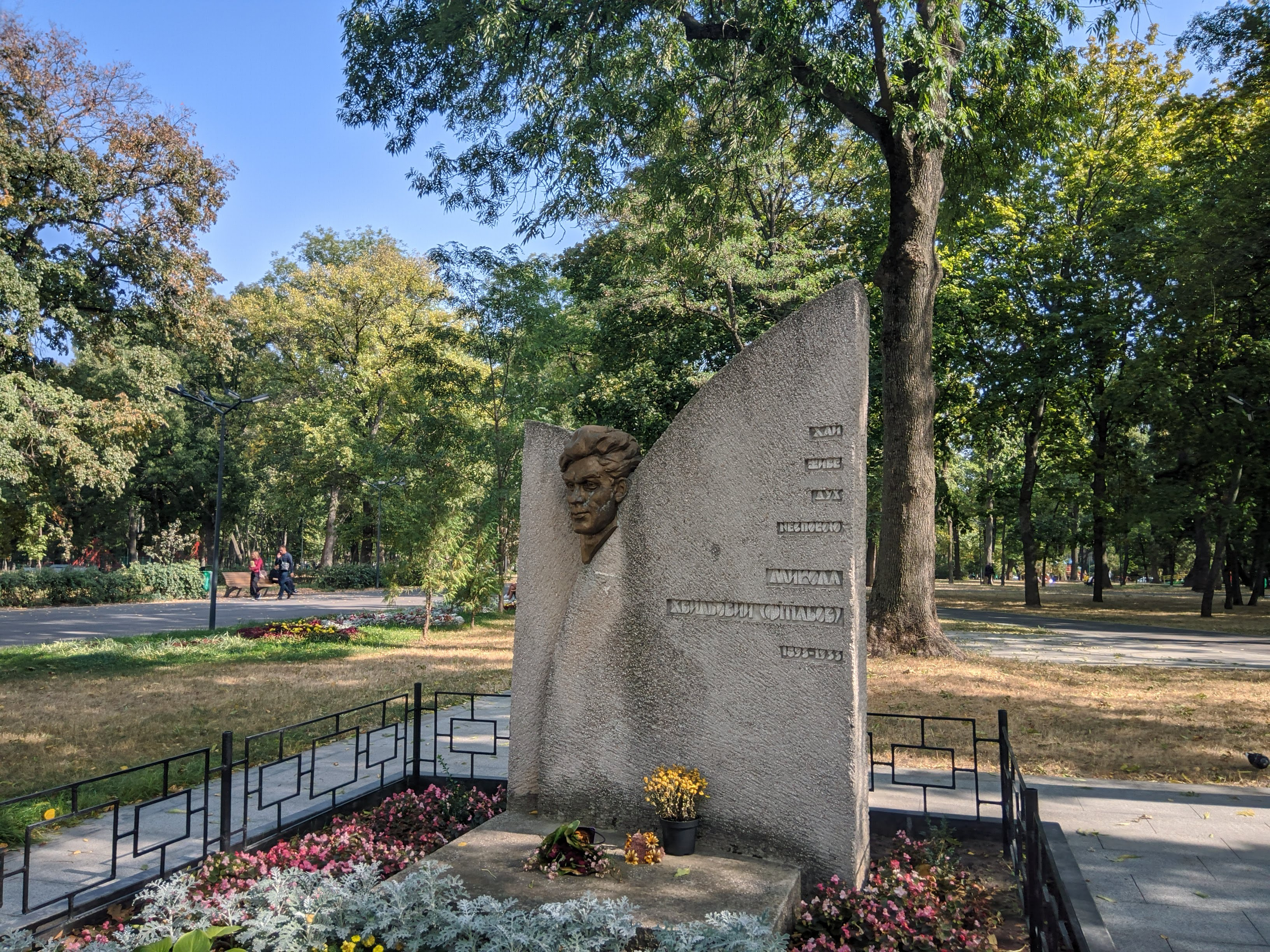
Пам'ятний знак Миколі Хвильовому
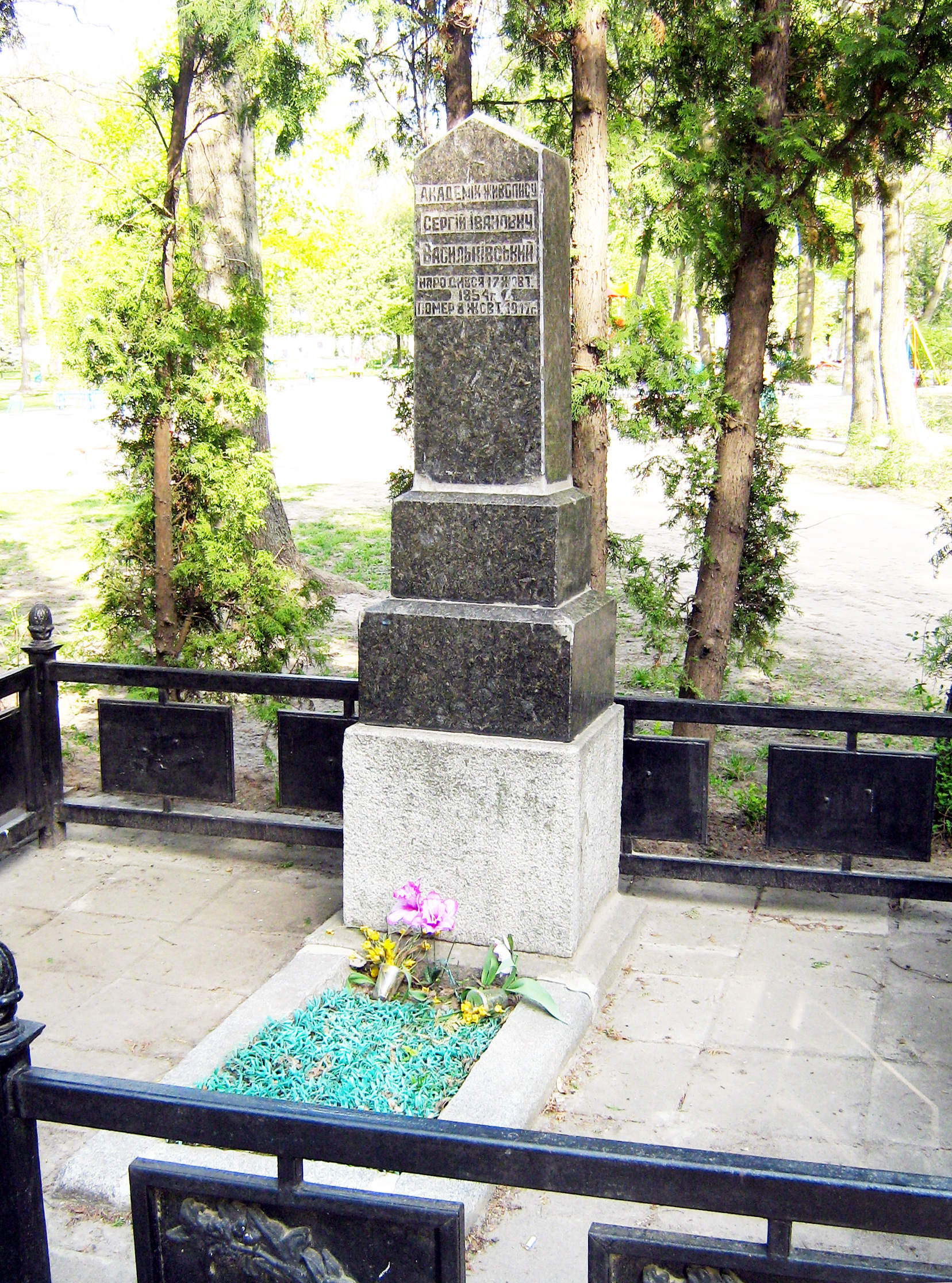
Могила Сергія Васильківського
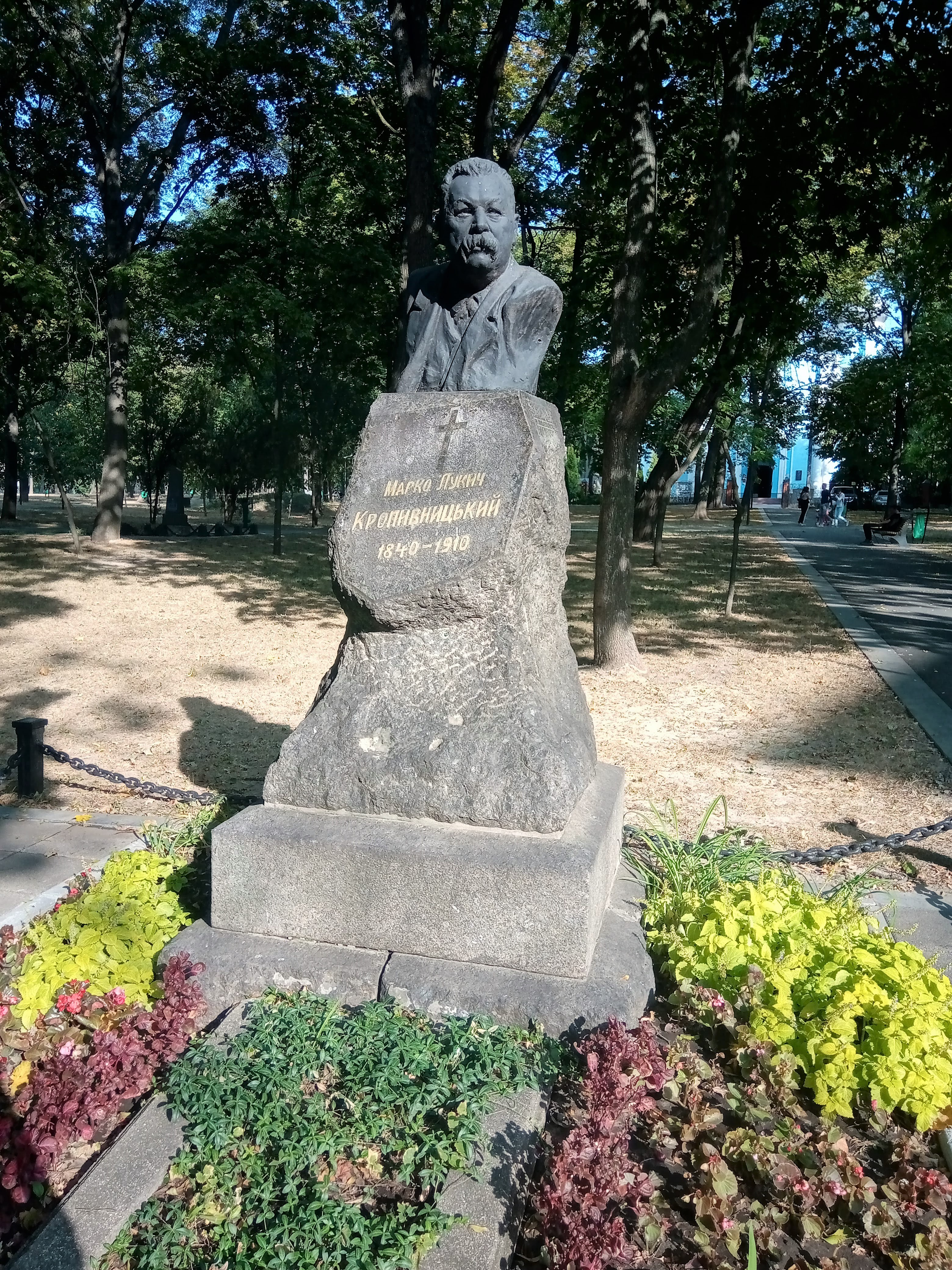
Могила Марка Кропивницького
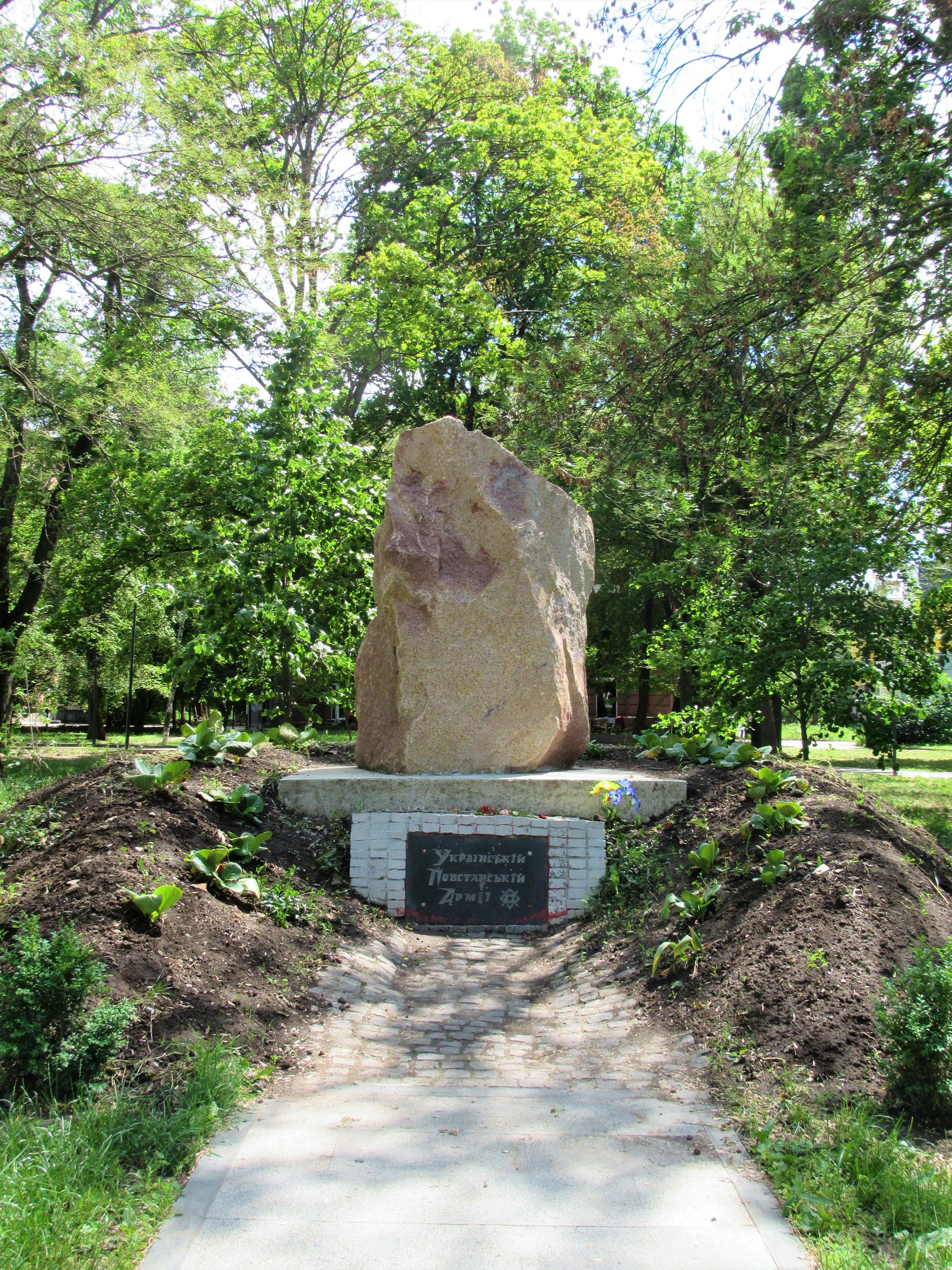
Пам'ятний знак УПА
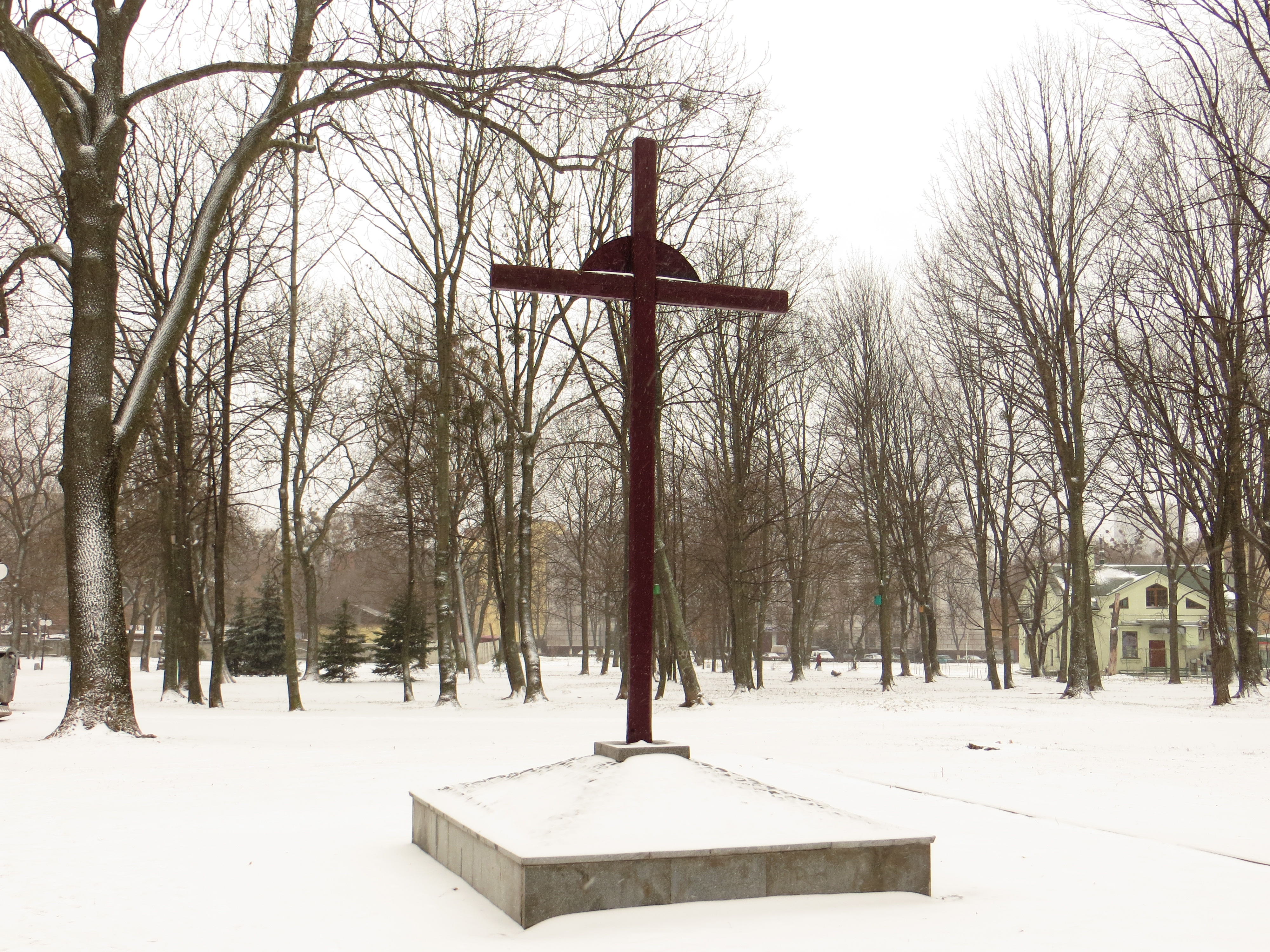
Пам'ятний знак жертвам Голодомору
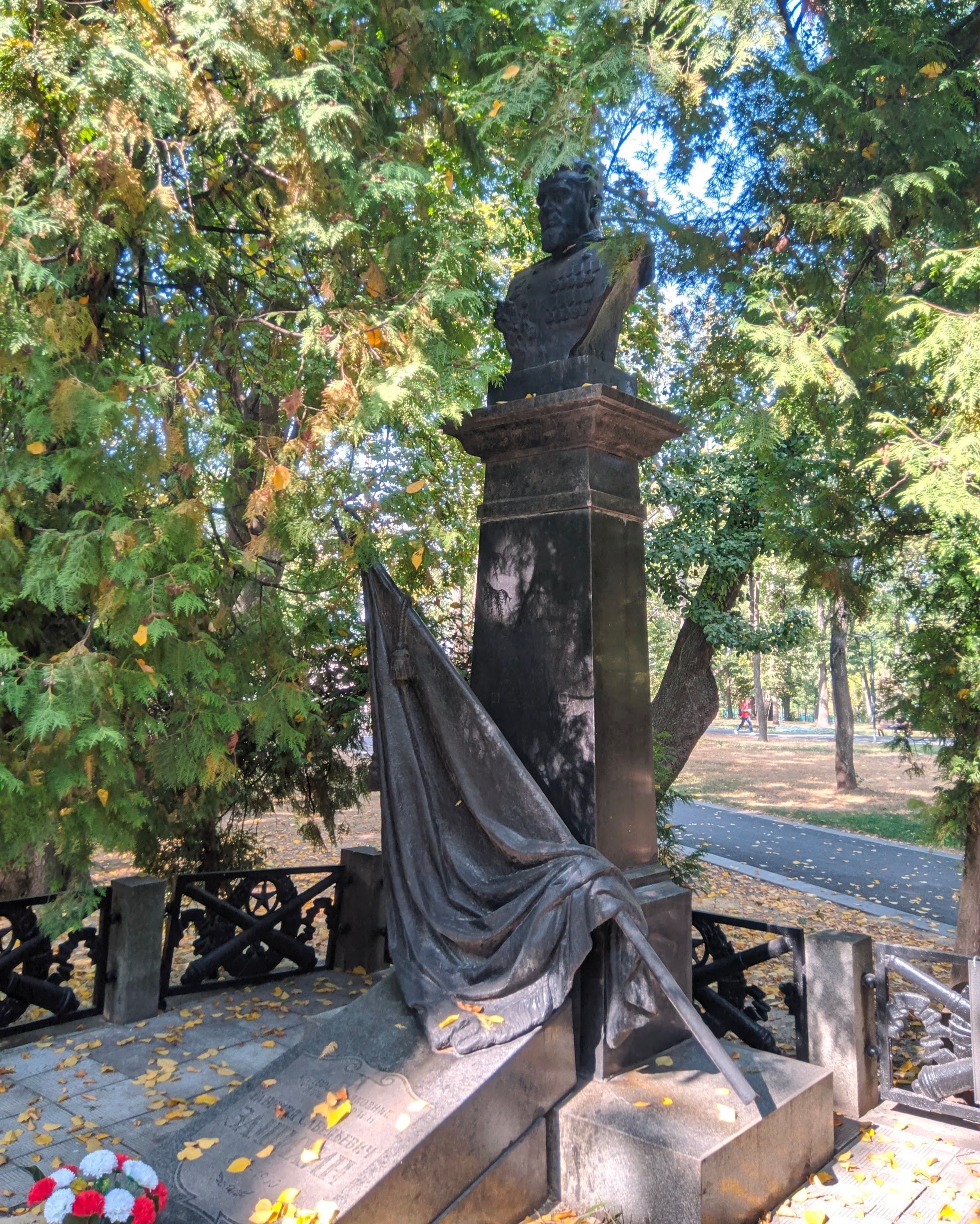
Могила Гаврила Зашихіна

## Історія
На місці парку, між вулицями Григорія Сковороди (колишня Німецька, Пушкінська) і Алчевських (Єпархіальна), знаходився Івано-Усікновенський цвинтар — колишній Перший міський цвинтар — найвідоміше кладовище Харкова, де ховали відомих харків'ян XIX — початку XX століття.
Після Другої світової війни місця поховання відомих харків'ян узяли під охорону держави, а кладовище — закрили. Могили поступово руйнувалися, а територія цвинтаря потрапила на особливий контроль міліції, як місце зібрань алкоголіків, бомжів, повій і грабіжників.
На початку 1970-х кладовище вирішили знести. Нащадки похованих там харків'ян, в тому числі академіків Багалія, Бекетова та Потебні, домоглися часткового перепоховання. Могили найвидатніших діячів перенесли на цвинтар № 13 по вулиці Григорія Сковороди, 108, решту — на інші кладовища міста. Залишили лише могили генерал-полковника Гаврила Зашихіна, драматурга Марка Кропивницького, художника Сергія Васильківського, письменника Петра Гулака-Артемовського.
На місці кладовища розбили парк — з літнім кінотеатром, дитячим майданчиком і кафе. На початку 1980-х через нього проклали теплотрасу. За даними очевидців, тоді з землі було викопано багато кісток і черепів.
У 1985–1991 роках в Молодіжному парку побудували спорткомплекс Політехнічного університету — загальною площею 8 602 м². Тоді в землі теж знаходили кістки.

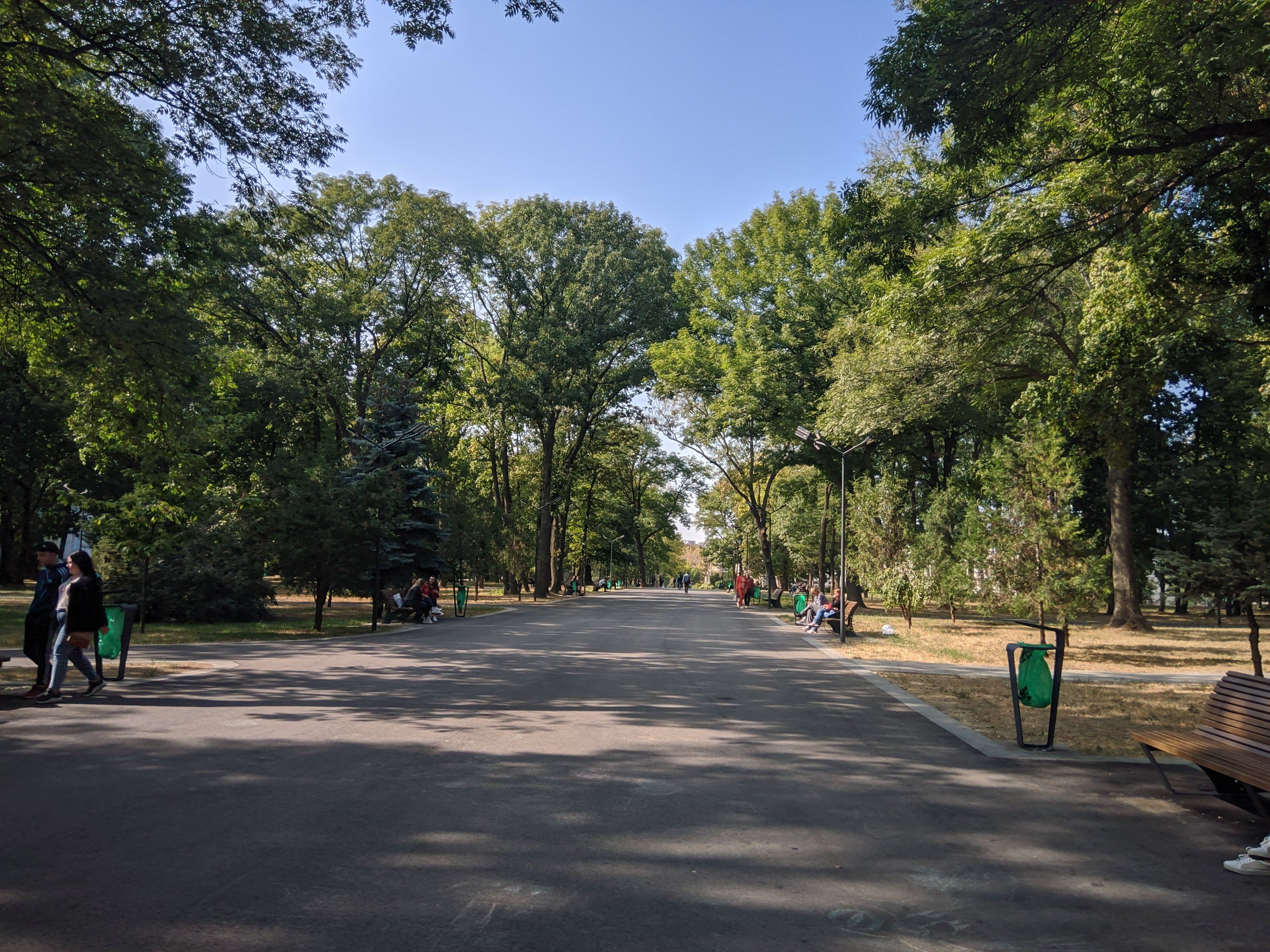
Центральна алея парку
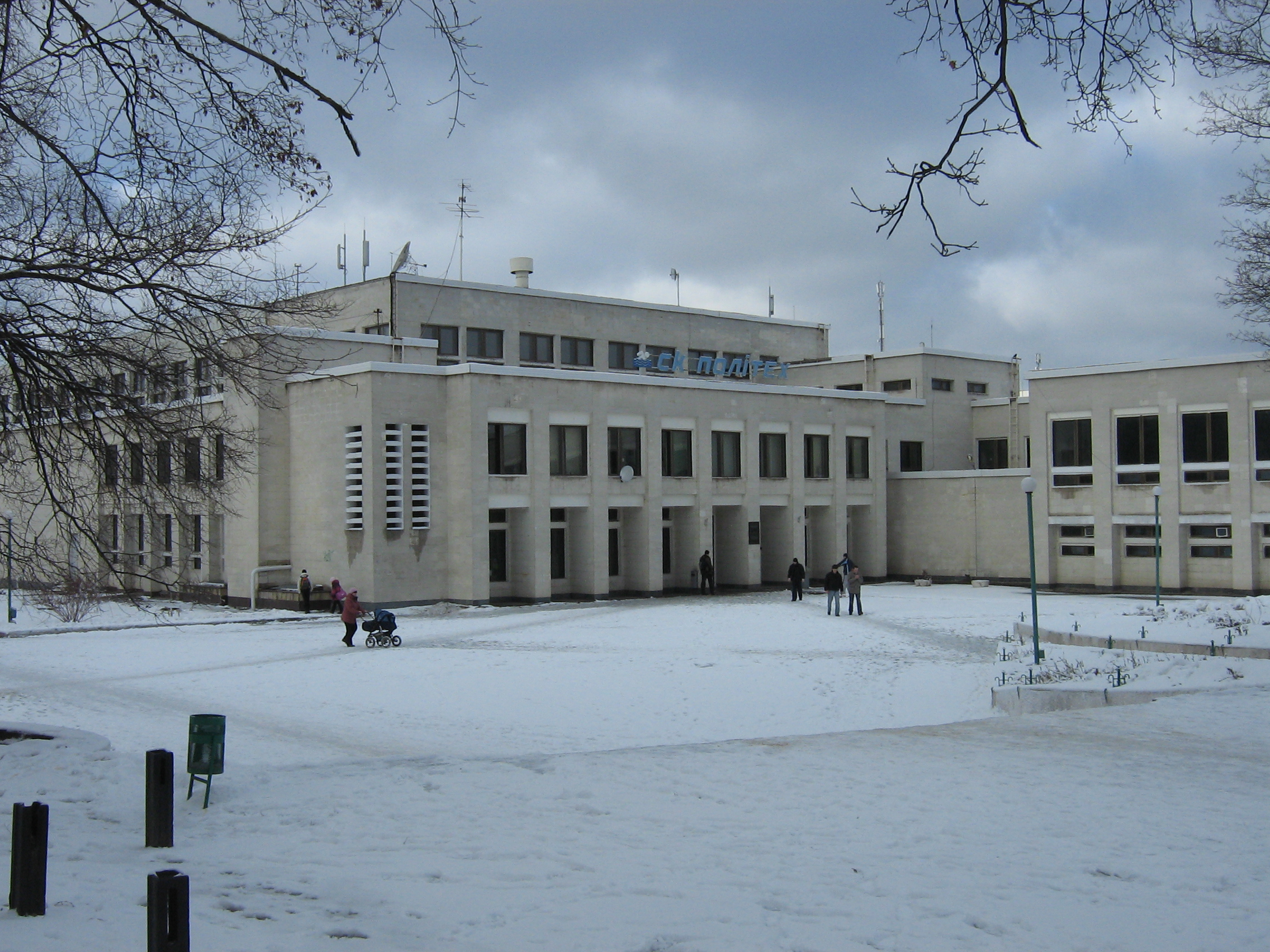
Будинок спорту ХПІ (2008)
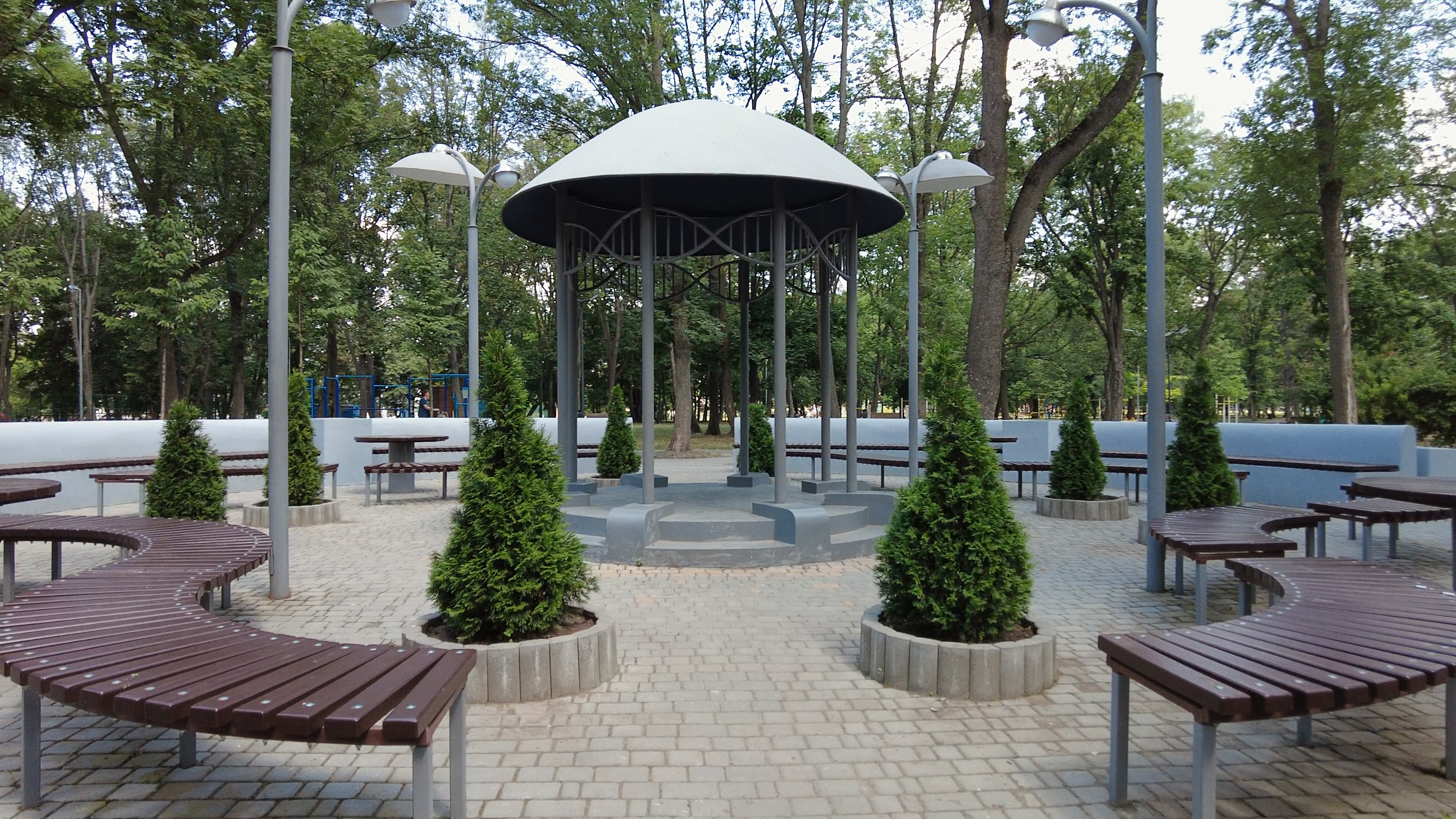
Альтанка у парку
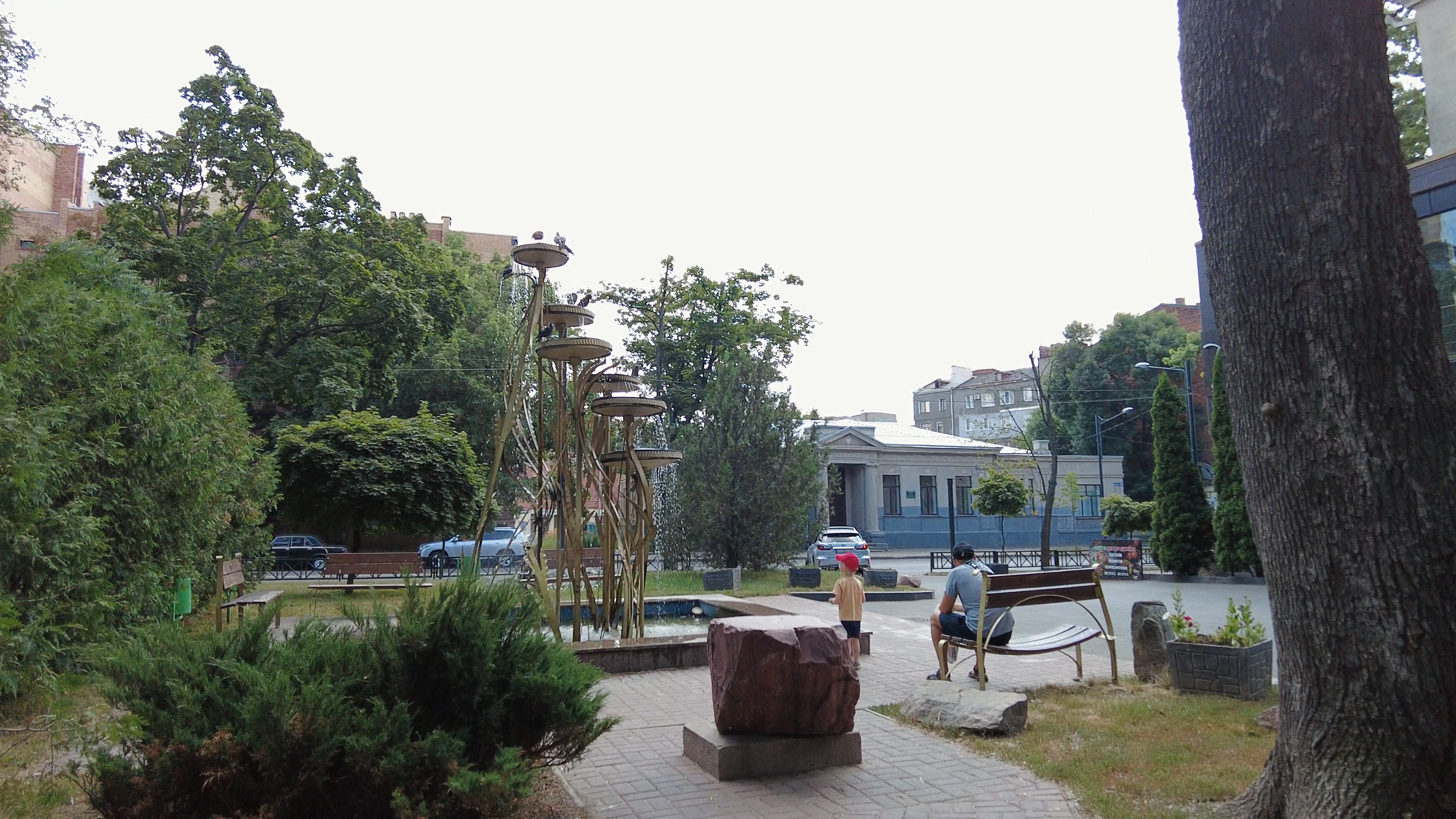
Фонтан у парку
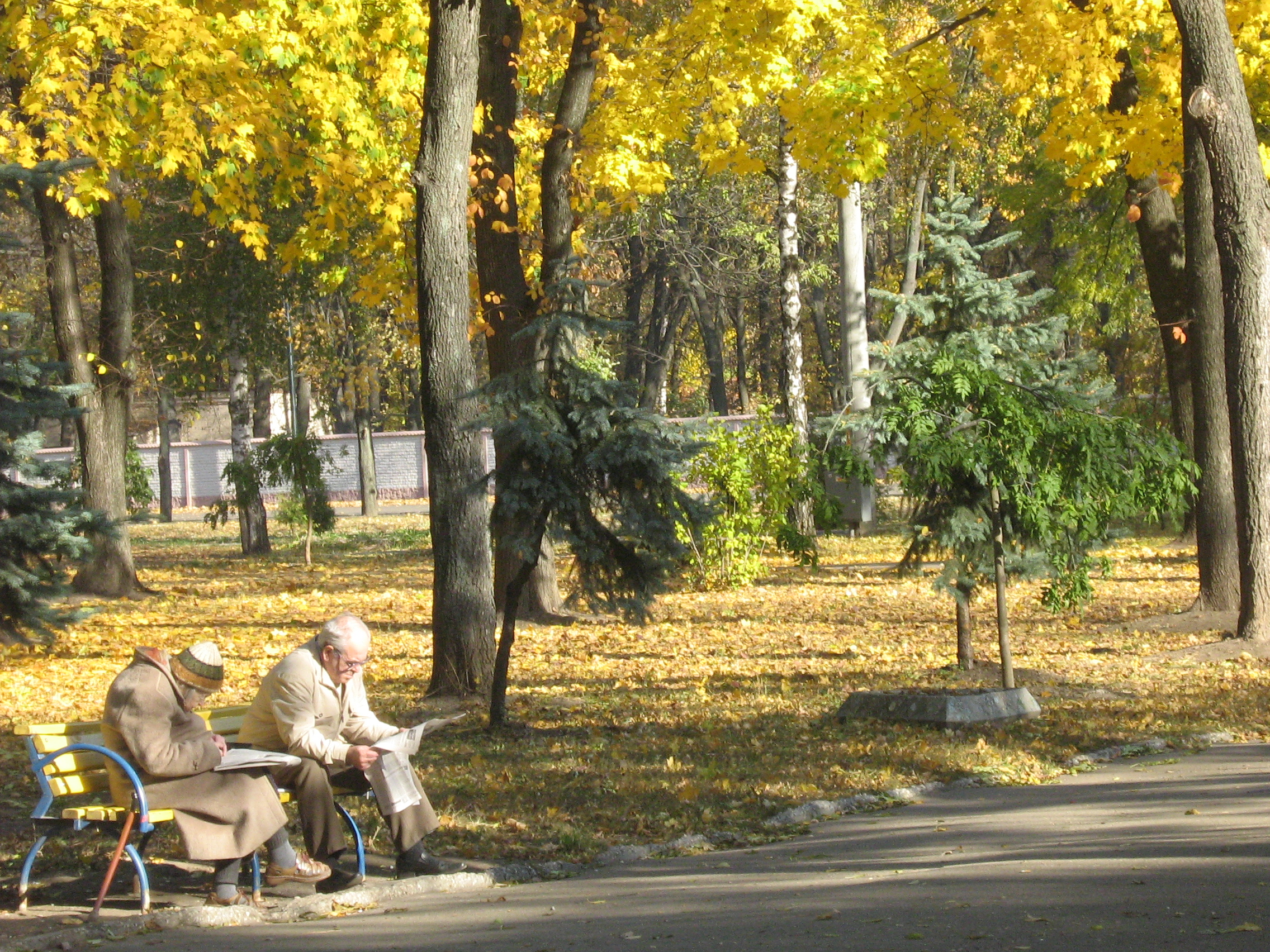
Осінній парк (2009)